# Пессина, Массимо
Ма́ссимо Песси́на (итал. Massimo Pessina; родился 25 декабря 2007) — итальянский футболист, вратарь юношеской команды клуба «Болонья».

## Клубная карьера
Воспитанник футбольной академии клуба «Болонья». В сезоне 2023/24 начал выступать за команду «Болоньи» до 19 лет в Примавере.

## Карьера в сборной
Выступал за сборные Италии до 16, до 17 и до 19 лет.
В 2024 году в составе сборной Италии до 17 лет сыграл на юношеском чемпионате Европы на Кипре, в котором итальянцы одержали победу.

## Достижения
- Чемпион Европы до 17 лет: 2024